# 兵頭勝代
兵頭 勝代（ひょうどう かつよ、本名：宮本 勝代、1967年- ）は日本の元陸上競技選手、トライアスロン選手。愛媛県出身。

## 来歴
中学時代までは競泳選手で、バタフライで四国4位となったものの全国大会に出場できなかったことから水泳部を退部した。全国都道府県対抗女子駅伝での増田明美の走りを見たことがきっかけで陸上競技に転向し、愛媛県立松山商業高等学校で陸上部に入部（年代は離れているが、土佐礼子の先輩に当たる）。高校時代は3000mのベストタイムが10分12秒で、全国高等学校総合体育大会陸上競技大会にも出場したが予選落ちに終わった。
高校卒業後、クラレ西条工場の陸上部に進み、長距離選手として山陽女子ロードレースなどに出場。1988年3月の名古屋国際女子マラソンで初マラソン（2:53.10、24位）。しかし、チームには女子選手が兵頭一人しかいなかったことから、監督の薦めで旭化成に移籍し、宗茂の指導を受ける。徐々に成績を伸ばし、1989年4月のミラノ・ワールドカップマラソンでは、同僚の宮原美佐子（2位）に次いで6位に入賞（2:36.06）。1990年1月の大阪国際女子マラソンでは2:29:36の記録で2位となり、日本女子では3人目となる2時間30分突破を果たす。当時、2時間30分を切っていた宮原と小島和恵が相次いで現役を引退した直後であったことから、次代のトップランナーとして期待を集めた。大阪国際女子マラソンの実績により、1990年アジア競技大会のマラソン代表に選ばれるが、故障のため本番は欠場（レース前に棄権）した。
1991年3月に旭化成を退社。「足の故障のため」とされたが、実際には陸上競技からトライアスロンに関心が移ったことがその理由だった。旭化成時代も毎週5000mを泳いでいたという。同年5月にテイケイの八尾彰一率いるトライアスロンチーム（チーム・テイケイ）に入り、1990年代半ばまでトライアスロン選手として活動した。
2007年時点では京都市に居住しており、子供の通う地元の小学校で1日だけの特別コーチをおこなった。また、地元のマスターズ陸上クラブに所属しており、2004年からは一般参加者として何度か大阪国際女子マラソンに出場している。